# Åke klarar biffen
Åke klarar biffen är en svensk film från 1952 i regi av Rune Redig. Filmen var en så kallad klippfilm, det vill säga den bestod av ihopklippt material från andra filmer. Dessa var 13 stolar, Lillebror och jag, Fröken Vildkatt och Lille Napoleon.
Musiken skrevs och arrangerades av Gunnar Johansson. Filmen hade premiär den 24 mars 1952 på flera biografer i Stockholm. Den var 78 minuter lång.

## Handling
Åke får ärva en förmögenhet av släktingen tant Augusta. Han säger upp sig från sitt arbete och kommer senare i stället att arbeta som privatdetektiv. Hans nya arbete för honom bland annat till Venedig i Italien och under resans gång träffar han flera kvinnor.

## Rollista
- Åke Söderblom
- Annalisa Ericson
- Marguerite Viby
- Elof Ahrle
- Stig Järrel
- Georg Funkquist
- Marianne Löfgren
- Ludde Gentzel
- Thor Modéen
- Birgit Rosengren
- Gösta Cederlund

### Fotnoter
1. 1 2 3  ”Åke klarar biffen”. Svensk Filmdatabas. http://www.sfi.se/sv/svensk-filmdatabas/Item/?itemid=4351&type=MOVIE&iv=Basic&ref=/templates/SwedishFilmSearchResult.aspx?id%3d1225%26epslanguage%3dsv%26searchword%3d%C3%A5ke+klarar+biffen%26type%3dMovieTitle%26match%3dBegin%26page%3d1%26prom%3dFalse. Läst 9 mars 2013.